# Zayd Abu Zayd
 (janvier 2019).
Si vous disposez d'ouvrages ou d'articles de référence ou si vous connaissez des sites web de qualité traitant du thème abordé ici, merci de compléter l'article en donnant les références utiles à sa vérifiabilité et en les liant à la section « Notes et références ».
Zayd Abu Zayd, appelé également Abú Zayd, né en 1195 et mort le 11 décembre 1268, est le dernier gouverneur almohade de Valence, au XIIIe siècle. 

## Biographie
Jouissant d'une totale autonomie vis-à-vis du pouvoir almohade, Zayd Abu Zayd a réussi à se faire appeler « roi de Valence ». Après avoir été expulsé de sa charge par Zayyan Ibn Mardanich (Zahen), en 1229 il se reconnut vassal de Jacques Ier; suivant cet accord le roi d'Aragon lui donnait la permission de conquérir et de peupler tous lieux et châteaux qu'il pourra, à l'intérieur du territoire musulman de Valence. En 1232 quand Abú Zayd et Jacques Ier ratifièrent à Teruel un compromis. Le premier reconnaissait les faveurs qu'il avait reçues et renonçait à toutes les rentes sur Valence et son territoire, qui avaient été reconnues en 1229; il facilitera la prise de Valence par le roi aragonais. On affirme qu' Abú Zayd avait fini par se convertir au christianisme et dès lors il fut un appréciable allié du "Conquérant" dans sa lutte pour la reconquête des terres valenciennes. 
Sous la protection de Jacques Ier, il détenait la seigneurie sur des localités morisques de la Sierra de Espadán, seigneurie qu'il légua à son fils Fernand.
Abú Zayd maria sa fille, Doña Alda Fernández, qui apportait probablement en dot le château d' Arenoso, avec Don Eximén Pérez de Tarazona, qui était à la tête de la troupe aragonaise qui constituait la force militaire d'Abú Zayd; après ce mariage ce dernier changea son nom Tarazona en Arenós.